# Wapno (gmina)
Wapno est une gmina rurale du powiat de Wągrowiec, Grande-Pologne, dans le centre-ouest de la Pologne. Son siège est le village de Wapno, qui se situe environ 23 km au nord-est de Wągrowiec et 68 km au nord-est de la capitale régionale Poznań.
La gmina couvre une superficie de 44,06 km2 pour une population de 3 117 habitants en 2011.

## Géographie

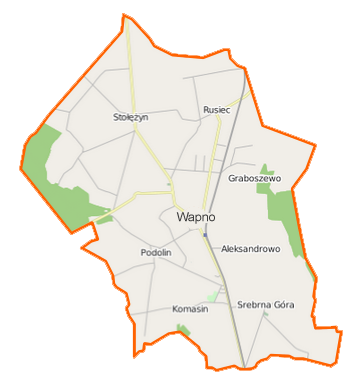
Plan de la gmina.

Outre la ville de Wapno, la gmina inclut les villages de:
- Aleksandrowo
- Graboszewo
- Komasin
- Podolin
- Rusiec
- Srebrna Góra
- Stołężyn

### Gminy voisines
La gmina de Wapno est bordée des gminy de:
- Damasławek
- Gołańcz
- Kcynia
- Żnin

## Structure du terrain
D'après les données de 2011, la superficie de la commune de Wapno est de 44,06 km2, répartis comme tel :
- terres agricoles : 85 %
- forêts : 8 %

La commune représente 4,25 % de la superficie du powiat.

## Démographie
Données du 31 décembre 2011 :
| description        | Total  | Total | Femmes | Femmes | Hommes | Hommes |
| ------------------ | ------ | ----- | ------ | ------ | ------ | ------ |
| Unité              | Nombre | %     | Nombre | %      | Nombre | %      |
| population         | 3 117  | 100   | 1583   | 50,8   | 1534   | 49,2   |
| Densité (hab./km2) | 70,7   | 70,7  | 35,9   | 35,9   | 34,8   | 34,8   |